# Säxberg
Säxberg este o arie protejată (arie specială de conservare — SAC, sit de importanță comunitară — SCI) din Suedia întinsă pe o suprafață de 66,9 ha, integral pe uscat.

## Localizare
Centrul sitului Säxberg este situat la coordonatele 60°47′43″N 14°18′03″E / 60.7954°N 14.3009°E.

## Înființare
Situl Säxberg a fost declarat sit de importanță comunitară în mai 2001 pentru a proteja un număr necunoscut de specii din flora spontană și fauna sălbatică aflate în arealul zonei. Situl a fost protejat și ca arie specială de conservare în martie 2011.

## Biodiversitate
Situată în ecoregiunea boreală, aria protejată conține 1 habitat natural: Taiga vestică.
La baza desemnării sitului se află un număr nedeclarat de specii protejate.